# Autoritratto di Sofonisba Anguissola
Autoritratto di Sofonisba Anguissola è un dipinto ad olio su tavola, di contenute dimensioni, firmato e datato 1554.

## Storia
Nell'Ottocento questo ritratto era esposto nella Galleria Belvedere di Vienna. Si sapeva che era opera di Sofonisba Anguissola e si pensò inizialmente che fosse un ritratto dell'infanta Isabella Clara Eugenia che aveva sposato suo cugino, l'arciduca Alberto d'Austria e per questo motivo il ritratto si trovava a Vienna. Di questo parere era anche Flavio Caroli. Ma Adolfo Venturi nel 1885 aveva citato una lettera, scritta dal padre di Sofonisba Anguissola al duca di Ferrara Ercole II d'Este e datata marzo 1556, in accompagnamento ad un autoritratto di Sofonisba (che era destinato alla figlia del duca, Lucrezia) e ad una Cleopatra, disegnata da Michelangelo, che è identificabile con un foglio conservato a Firenze in casa Buonarroti. Adolfo Venturi aveva inoltre ricordato che il cardinale Alessandro d'Este nel 1603-1604 aveva mandato in dono alcuni dipinti di sua proprietà all'imperatore del Sacro Romano Impero Rodolfo II. L'ipotesi di Venturi che questo quadro facesse parte del dono del cardinale fu accettata dalla critica, anche se non esiste un inventario dei quadri da lui regalati a Rodolfo II.

## Descrizione
Semplicità e modestia ispirano questo ritratto,  prima pittura di Sofonisba Anguissola a noi nota. Il colletto della camicia bianca e leggera si gonfia sul collo, in piccole pieghe morbide. La ragazza non porta gioielli:  è una giovane casta, ben educata e virtuosa. Una nota di femminilità sfugge nel piccolo ricciolo che scende accanto all'orecchio. Il naturalismo, ispirato da Leonardo da Vinci durante la sua permanenza a Milano, si diffuse in Lombardia, interessò Lorenzo Lotto e approdò nei ritratti di Sofonisba Anguissola.
Gli occhi tondi e chiari creano un dialogo con chi guarda questo ritratto. Lo sguardo è franco, il mento volitivo, la pettinatura austera, il vestito modesto. La data è anteriore di solo un anno, rispetto a quella della Partita a scacchi della stessa pittrice; ma a prima vista questo ritratto sembra appartenere ad una fase artistica ben più acerba. Certe imperfezioni sono dovute anche ad una vecchia ripulitura, troppo energica, che ha asportato le velature. Del resto il padre, nell'inviare il dono al duca Ercole d'Este, si scusò di certe imprecisioni,  dovute al fatto che il ritratto era stato realizzato guardandosi allo specchio:  infatti la mano sembra lievemente deformata. Sofonisba indossa lo stesso abito e ha identica pettinatura ed espressione nel suo Autoritratto alla spinetta, conservato a Napoli.